# Coenonympha mathewi
Coenonympha mathewi är en fjärilsart som beskrevs av Tutt 1904. Coenonympha mathewi ingår i släktet Coenonympha och familjen praktfjärilar. Inga underarter finns listade i Catalogue of Life.